# (1506) Xosa
(1506) Xosa es un asteroide perteneciente al cinturón de asteroides descubierto por Cyril V. Jackson desde el observatorio Union de Johannesburgo, República Sudaficana, el 15 de mayo de 1939.

## Designación y nombre
Xosa se designó inicialmente como 1939 JC.
Más adelante fue nombrado por los xosas, un antiguo pueblo del sur de África.

## Características orbitales
Xosa está situado a una distancia media del Sol de 2,572 ua, pudiendo alejarse hasta 3,242 ua y acercarse hasta 1,902 ua. Tiene una excentricidad de 0,2605 y una inclinación orbital de 12,55°. Emplea 1506 días en completar una órbita alrededor del Sol.